# Egon von Fürstenberg (Landrat)
Franz Egon Freiherr von Fürstenberg (geboren am 26. Dezember 1833 auf Schloss Heiligenhoven; gestorben am 28. März 1888 in Köln) war ein königlich preußischer Rittmeister und Landrat des Kreises Wipperfürth.

## Leben

### Herkunft und Familie
Egon von Fürstenberg war ein Sohn des Kammerherrn und Kreisdeputierten im Kreis Wipperfürth, Freiherr Theodor von Fürstenberg (* 5. Februar 1797; † 1879) und dessen Ehefrau Maria Anna von Fürstenberg, geborene von Lilien aus dem Hause Opherdike (* 1804; † 3. März 1855). Am 21. November 1882 heiratet er in Aachen Sofie Freiin von Broich (geboren am 17. Februar 1860 auf Kreutzerhof bei Schonau; gestorben am 18. April 1946 im Haus Friedrichstein in Fahr am Rhein), einer Tochter des Rittergutsbesitzers Adolph von Broich und dessen Ehefrau Adelheid Freiin von Broich, geborene von Lommessem. Nach dem frühen Tod ihres Mannes am 28. März 1888 im Kölner Hotel Disch heiratete Sofie von Fürstenberg am 10. Juni 1893 in Petersthal in zweiter Ehe Levinus Graf Wolff-Metternich zur Gracht (geboren am 16. Februar 1847 auf Schloss Vinsebeck; gestorben am 28. Dezember 1939 im Haus Friedrichstein in Fahr am Rhein).

### Werdegang
Nach anfänglichen Hausunterricht besuchte Egon von Fürstenberg ab 1843 die Rheinische Ritterakademie in Bedburg, welche er aber vor der Prima verließ. Zur weiteren standesgemäßen Ausbildung trat er 1853 als Avantageur in das 2. Westfälische Husaren-Regiment Nr. 11 in Düsseldorf ein und wurde dort 1855 zum Seconde-Lieutenant ernannt. Am Krieg 1870/1871 nahm er als Angehöriger teil.
Vom aktiven Militärdienst seit dem 16. Juli 1863 zur Vorbereitung auf eine künftige Beschäftigung im preußischen Verwaltungsdienst beurlaubt, fand er hierzu Einsatz auf dem Landratsamt des Kreises Mülheim am Rhein. Neuer Landrat in Mülheim war kurz zuvor Maximilian von Nesselrode-Ehreshoven, vormaliger Landrat im Kreis Wipperfürth geworden. Von Nesselrode-Ehreshoven war Herr auf dem unweit Schloss Heiligenhoven gelegenen Schloss Ehreshoven.
Unter Vorbehalt einer noch abzuhaltenden Eignungsprüfung folgte Egon von Fürstenberg am 2. April 1864 zunächst kommissarisch von Nesselrode-Ehreshoven als neuer Landrat des Kreis Wipperfürth. Seine formelle Bestallung erhielt er am 30. Januar 1865. Nachdem von Fürstenberg bereits zuvor vom Dienst beurlaubt war, reichte er wegen „schwerer Neurasthenie“ am 1. Juli 1887 ein Abschiedsgesuch ein, dem mit Dimissoriale vom 27. September seine Versetzung in den Ruhestand zum 1. Oktober 1887 folgte.
1881 wurde er für den Stand der Ritterschaft in den Regierungsbezirken Koblenz/Trier/Köln in den Provinziallandtag der Rheinprovinz gewählt. 1882 war er an der Landtagsteilnahme verhindert. 1881 sowie von 1883 bis 1886 nahm er an den Landtagsberatungen teil.  